# Tadeusz Frączek
Tadeusz Feliks Frączek (ur. 17 września 1893 w Rzeszowie, zm. 17 stycznia 1973 w Leytonstone) – pułkownik artylerii Polskich Sił Zbrojnych.

## Życiorys
Urodził się 17 września 1893 w Rzeszowie. Był synem Władysława i Józefy z domu Poradzisz. W 1912 zdał egzamin dojrzałości w C. K. I Gimnazjum w Rzeszowie.
Po wybuchu I wojny światowej 1914 wstąpił do Legionu Wschodniego. W październiku tego roku został wcielony do cesarsko-królewskiej Obrony Krajowej, przydzielony do Pułku Armat Polowych Obrony Krajowej Nr 45, i skierowany do szkoły artylerii w Grazu, którą ukończył 1 listopada 1915. 
Po wojnie został przyjęty do Wojska Polskiego i zatwierdzony w stopniu podporucznika. Na początku 1919 brał udział w wojnie polsko-ukraińskiej. Awansowany na stopień porucznika artylerii i służył w 9 pułku artylerii ciężkiej w Siedlcach. W jego szeregach uczestniczył w wojnie polsko-bolszewickiej 1920. Został awansowany na stopień kapitana artylerii ze starszeństwem z dniem 1 czerwca 1919. 
W marcu 1927 został przeniesiony do 10 pułku artylerii polowej w Łodzi na stanowisko pełniącego obowiązki dowódcy II dywizjonu z równoczesnym pozostawieniem na przeniesieniu służbowym w Doświadczalnym Centrum Wyszkolenia w Rembertowie do dnia 7 maja tego roku. 12 kwietnia 1927 został mianowany majorem ze starszeństwem z 1 stycznia 1927 i 42. lokatą w korpusie oficerów artylerii. W lipcu tego roku został przesunięty na stanowisko komendanta składnicy wojennej, a w lipcu 1929 na stanowisko dowódcy III dywizjonu, detaszowanego w Różanie. Od stycznia 1931 był dowódcą II dywizjonu 28 pułku artylerii polowej, a od marca tego roku w zastępstwie dowódcą tej jednostki. Z dniem 1 maja 1931 został przeniesiony do 6 pułku artylerii ciężkiej we Lwowie na stanowisko kwatermistrza. W kwietniu 1934 został przesunięty na stanowisko dowódcy III dywizjonu. 27 czerwca 1935 został mianowany podpułkownikiem ze starszeństwem z 1 stycznia 1935 i 6. lokatą w korpusie oficerów artylerii. Od 20 lipca do 31 grudnia 1935 był w zastępstwie dowódcą pułku. W lipcu 1935 został wyznaczony na stanowisko zastępcy dowódcy 6 pac. Od 1 sierpnia 1939 sprawował stanowisko dowódcy tego pułku.
Po wybuchu II wojny światowej walczył wraz z lwowskim pułkiem w kampanii wrześniowej. Po przedostaniu się do Rumunii został tam aresztowany. Zwolniony w grudniu przedostał się do Francji. Wstąpił do Wojska Polskiego we Francji i w styczniu został komendantem Stacji Zbornej Oficerów Artylerii. We Francji był na leczeniu, a od czerwca 1940 przebywał w Wielkiej Brytanii jako oficer Polskich Sił Zbrojnych. Od lipca 1942 służył na Bliskim Wschodzie. Pełnił stanowisko dowódcy 11 pułku artylerii ciężkiej podczas kampanii włoskiej. 1 stycznia 1945 został awansowany na stopień pułkownika. Od 24 marca 1945 był dowódcą 17 pułku artylerii mieszanej. 4 sierpnia 1945 został dowódcą artylerii Bazy 2 Korpusu.
Od 1946 przebywał w Wielkiej Brytanii, gdzie w maju 1947 został oficerem Polskiego Korpusu Przysposobienia i Rozmieszczenia, pełniąc stanowiska komendanta obozów dla Polaków. Po wojnie pozostał na emigracji w Wielkiej Brytanii. Pełnił funkcję prezes Koła Żołnierzy 11 pac. Był cenionym przez podkomendnych dowódcą i wychowawcą. 
Zamieszkiwał w Leytonstone (Londyn). Zmarł 17 stycznia 1973 tamże. Został pochowany na tamtejszym cmentarzu St. Patrick's Catholic Cemetery. Jego żoną od 1925 była Eugenia z domu Zachar (1896–1987, podczas wojny pielęgniarka w 2 Korpusie), z którą miał córki Irmę (1926–1964) i Wandę (ur. 1929). 

## Ordery i odznaczenia
- Krzyż Srebrny Orderu Virtuti Militari nr 10446[19] (za walki o Ankonę 1944)[1]
- Krzyż Walecznych (1921)[1]
- Medal Wojska (1948)
- Złoty Krzyż Zasługi
- Srebrny Medal za Długoletnią Służbę[20]
- Medal Pamiątkowy za Wojnę 1918–1921
- Medal Dziesięciolecia Odzyskanej Niepodległości
- Krzyż Pamiątkowy Monte Cassino
- 1939–1945 Star
- Defence Medal
- Italy Star